# Акихабара
Акихаба́ра (на японски: 秋葉原 Akihabara) е квартал в специален район Чийода, Токио, Япония.
Името е съкратен вариант на Акибагахара (на японски: 秋葉が原, Akibagahara, в превод: „Полето на есенните листа“), което идва от Акиба (秋葉), наречено така на божество, владеещо огъня на светилище, построено в района след разрушителен пожар от 1869 г.
Акихабара получава прозвището „Електрическият град“ (на японски: 秋葉原電気街, Akihabara Denki Gai) малко след Втората световна война заради това, че е голям търговски център за домакински електрически уреди и заради развилия се след войната черен пазар. Понастоящем Акихабара е считан за отаку център, както и за търговски район за видео игри, аниме, манга и компютърни приспособления. В района може да се видят често хора, облечени като герои от анимета (косплейъри). Друга типична атракция са множеството кафенета с т.нар. прислужници (момичета, облечени като прислужници) (на английски: maid cafés).

## География
Главният район на Акихабара се намира на улица право на запад от едноименната гара, където са разположени по-големите магазини. Повечето магазини за електроника са на запад от нея, а тези за аниме и манга – на север.

## История
Районът, познат сега като Акихабара, някога се намирал близо до градските порти на Едо (дн. Токио) и служил като проход между града и Северозападна Япония. Това го превръща в дом на много занаятчии и търговци, както и на някои нископоставени самураи. Един от честите за Токио пожари разрушава района през 1869 г. и хората решават да заменят сградите, като издигнат светилище, наречено „Чинкаша“ (сега познато като „Акиба“, на японски: 秋葉神社, Akiba Jinja) в опит да предотвратят бъдещи пожари. Местните наричат светилището на името на божеството, което владее огъня, откъдето и регионът става познат като Акибагахара и по-късно Акихабара. След като през 1888 г. е започнат строежът на едноименната гара, светилището е преместено в Тайто, където се намира и днес.
От откриването си през 1890 г. гара „Акихабара“ става основният товарен транзитен пункт, който позволява на зелечуково-плодовия пазар да разцъфне в квартала. През 20-те години на 20 век гарата посреща голям брой пътници, а след Втората световна война черният пазар се разраства по време на нестабилно правителство. Откъснатостта на Акихабара от държавните органи ѝ позволява да се разрасне в пазарен град и да създаде чудесно поле за развиване на предприемачество. През 30-те години Акихабара се превръща във футуристичен търговски център, съсредоточен около домашни електрически приспособления като перални машини, хладилници, телевизори, музикални устройства, което дава и прозвището „Електрическият град“ на квартала.
Тъй като през 80-те години електрическите уреди започват да загубват футуристичния си вид, акихабарските магазини насочват продажбите си към настолните домашни компютри по време, когато те се използват единствено от специалисти и любители. Това довежда нов тип потребители – компютърни маниаци и т.нар. отаку. Пазарът в Акихабара постепенно започва да се съсредоточава върху клиентелата, интересуваща се от аниме, манга и видео игри. Връзката между Акихабара и отакутата оцелява и се разраства до такава степен, че кварталът става център на отаку културата.

### Масово убийство
На 8 юни 2008 г., неделя, в 12:33 ч. местно време (ЯСВ) мъж с камион се врязва в тълпата и намушква 17 души с кама. Седем от тях умират, а десет са наранени. Токийската полиция арестува 25-годишния Томохиро Като (на японски: 加藤 智大, Katō Tomohiro), заподозрян за извършеното убийство, който седмици по-късно е арестуван отново за друго убийство. Като накрая е осъден на смърт от съдебната прокуратура през 2011 г.